# Штокмановское газовое месторождение
Штокмановское или Штокманское месторождение — одно из крупнейших газоконденсатных месторождений в мире. Расположено в Баренцевом море на север от Кольского полуострова, в территориальных водах России. Относится к Тимано-Печорской нефтегазоносной провинции. Удалено на 550 км к северо-востоку от Мурманска. Ближайшая суша (около 300 км) — западное побережье архипелага Новая Земля. Лицензией на поиск, геологическое изучение и добычу газа и газового конденсата на Штокмановском месторождении владеет ПАО «Газпром».

## Обнаружение
Штокмановская структура была выявлена в 1981 году в результате комплексных морских геофизических исследований Баренцево-Карского нефтегазоносного бассейна, проведённых специалистами треста «Севморнефтегеофизика» с научно-исследовательского судна «Профессор Штокман», в связи с чем и получила своё название; к профессору В. Б. Штокману месторождение прямого отношения не имеет. В 1987 году сотрудниками производственного объединения «Арктикморнефтегазразведка» (Мурманск) с борта бурового судна ледового класса «Валентин Шашин» (и буровым судном «Виктор Муравленко») выполнено бурение первой поисковой скважины глубиной 3153 метра, в результате были открыты две залежи свободного газа с газовым конденсатом. Б/с «Валентин Шашин» производило бурение в западной части месторождения с глубиной моря 240 метров, б/с «Виктор Муравленко» бурило в восточной части, ближе к Новой Земле с глубиной моря 135 метров.

## Запасы
Запасы категории C1 — 3,94 трлн м³ природного газа и 56,1 млн т. газового конденсата, из которых в границах лицензионного участка «Газпрома» расположены 3,8 трлн куб. м газа и 53,4 млн тонн конденсата. По запасам входит в первую десятку газовых месторождений мира.

## Характеристики
Разработка Штокмановского месторождения разделена на три фазы. Ввод в эксплуатацию объектов первой фазы позволит ежегодно добывать на месторождении 23,7 млрд куб. м газа, второй — 47,4 млрд куб. м. В ходе выполнения третьей фазы месторождение будет выведено на проектную мощность — 71,1 млрд куб. м газа в год. По итогам реализации первых фаз при благоприятной конъюнктуре на целевых рынках и соответствующем спросе на газ предусмотрена возможность увеличения добычи на месторождении.
Глубины моря в районе залегания Штокмановского месторождения колеблются от 320 до 340 м. На донной поверхности площади месторождения распространены покровные комплексы современных (голоценовых) слабых и мягких грунтов мощностью до 8 м и нижележащих плейстоценовых мягких грунтов мощностью 4—24 м. По предварительным оценкам, прогибание донной поверхности при эксплуатации месторождения приведёт через 15—25 лет эксплуатации (в зависимости от объёма извлечённых флюидов) к формированию в центральной части площади мульды оседания глубиной не менее 10 м.
Кроме того предполагаемые будущие буровые установки должны учитывать наличие айсбергов весом до 4 миллионов тонн.

## Разработка
В 2002 году для освоения месторождения российские компании «Газпром» и «Роснефть» создали ООО «Севморнефтегаз» (эта компания владеет лицензией на освоение месторождения до 2018 года). В декабре 2004 года «Роснефть» продала «Газпрому» свою долю в «Севморнефтегазе» (ныне ООО «Газпром нефть шельф»).
Проект планировалось реализовывать на условиях соглашения о разделе продукции (СРП). На первом этапе планировалось ежегодно добывать 22 млрд м³ газа; часть из них должна была пойти на производство сжиженного природного газа (СПГ), который планировалось экспортировать в США. Завод по производству СПГ и терминал для его экспорта в США «Газпром» собирался построить в селе Териберка на Кольском полуострове.
В течение длительного времени «Газпром» планировал привлечь к разработке месторождения иностранные компании, передав им 49 % акций месторождения. В сентябре 2005 года был сформирован список из пяти зарубежных компаний — потенциальных участниц консорциума по разработке месторождения — Hydro и Statoil (Норвегия), Total (Франция), Chevron и ConocoPhillips (США).
9 октября 2006 года, однако, «Газпром» объявил, что ни одна из этих компаний не смогла предоставить активы, «соответствующие по объёму и качеству запасам Штокмановского месторождения». В связи с этим недропользователем месторождения будет выступать сам «Газпром», а «авторитетные международные компании» будут привлекаться лишь в качестве подрядчиков.
Одновременно, «Газпром» объявил, что газ с месторождения будет поставляться не газовозами в США, как предполагалось, а по Северо-Европейскому газопроводу (Nord Stream) в Европу. Ожидалось, что в связи с изменением планов по привлечению зарубежных партнёров разработка месторождения будет отложена надолго — тем более что сложные арктические условия, большая удалённость от берега и значительная глубина потребуют уникальных технологий добычи и транспортировки, которыми «Газпром» не располагает. Прогнозируемые необходимые инвестиции составляют от 15 до 20 миллиардов долларов США. При выходе месторождения на полную мощность добыча составит 67 млрд м³ в год.
12 июля 2007 года после телефонного разговора президента России Владимира Путина и президента Франции Николя Саркози было объявлено, что партнёром «Газпрома» в освоении Штокмана будет французская компания Total. Она получит 25 % в компании — операторе Штокмана, но ещё 24 % могут достаться и другому иностранному партнеру. Полагают, что это решение было вызвано резким улучшением отношений России и Франции после избрания Николя Саркози на пост президента Франции. Ещё 24 % переданы другому иностранному партнеру — недавно объединившейся норвежской компании StatoilHydro.
15 февраля 2008 года для решения задач финансирования, проектирования, строительства и эксплуатации объектов I фазы освоения Штокмановского газоконденсатного месторождения была зарегистрировано совместное предприятие «Штокман Девелопмент АГ». ПАО «Газпром» принадлежит 100% акций «Штокман Девелопмент АГ». Он будет собственником и оператором инфраструктуры I фазы освоения Штокмановского ГКМ на протяжении 25 лет.
В 2008 году для ведения шельфовых проектов создана компания ООО «Газпром добыча шельф», на 100% принадлежащая ОАО «Газпром». Предприятие назначено оператором II и III фаз освоения Штокмановского ГКМ.
В апреле 2011 года Газпром заявил, что принятие инвестиционного решения по совместной разработке месторождения с Total и StatoilHydro отложено до конца 2011 года, но отказа от проекта не было. В мае 2012 года решение об освоении месторождения вновь отложено.
29 августа 2012 года «Газпром» договорился со своими иностранными партнерами о временном прекращении реализации проекта из-за слишком больших расходов и возникающих новых проектов по получению сланцевого газа. Партнеры ищут решения для повышения эффективности проекта.
В октябре 2012 года Путин заявил, что планируется подписать инвестиционное соглашение по Штокмановскому проекту. Пресс-секретарь Путина Д. Песков сказал, что строительство на Штокмановском месторождении начнётся до конца 2017 года.
В августе 2012 года, со ссылкой на члена правления компании Всеволода Черепанова, сообщалось, что «Газпром» остановил разработку Штокмановского месторождения, — ввиду его нерентабельности на фоне бума сланцевых проектов. В декабре 2012 года «Газпром» сообщил о продолжении реализации Штокмановского проекта, заявив, что ведутся проектно-изыскательские работы.
В июне 2014 года сообщалось, что концерн Total предложил Газпрому перезапустить проект разработки Штокмановского газового месторождения на новых технологических решениях.
В 2014 году «Газпром» выражал намерение вернуться к освоению Штокмановского проекта в 2028 году.
10 декабря 2019 года на внеочередном  общем собрании акционеров «Штокман Девелопмент АГ» по решению ПАО «Газпром»  было принято решение о прекращении деятельности и ликвидации компании и филиала компании в Териберке. С данной даты название компании — «Штокман Девелопмент АГ в процессе ликвидации». Полностью процесс ликвидации планировалось завершить к декабрю 2020 года. Минэнерго РФ считает возможным реализовать СПГ-проект на базе Штокмановского месторождения к 2035 году.